# Американская синьга
Американская синьга (лат. Melanitta americana) — вид птиц из семейства утиных.

## Описание
Размером примерно с крякву. Вес 800—1200 г; длина тела 43—54 см, длина крыла 21—24 см, размах 70—90 см.
Самец сплошь иссиня-чёрный, клюв от вершины до ноздрей чёрный, а в основании — вздутый желтый или оранжевый, самка по окраске сходна с самкой синьги, но немного более тёмная, надклювье черное с желтыми пятнами у ноздрей.

## Распространение
Преимущественно лесотундровые и южнотаёжные ландшафты Северной Америки и Северо-Восточной Азии. Северная Америка от южного побережья Аляски, долины верхнего Юкона, Большого Невольничьего озера и северо-западного Онтарио к югу до южной части Британской Колумбии, северной Монтаны, южного Саскачевана, центральной Манитобы; горные области Орегона и северо-восточной Калифорнии. В прошлом гнездился в Вайоминге, северной Айове и юго-восточном Висконсине. В пределы России зарегистрированы залеты на Камчатку, Командорские и Курильские (Симушир) острова, в Приморье (р. Джигитовка).

## Питание
Питаются преимущественно моллюсками, особенно зимой. В состав рациона также входят другие водные беспозвоночные, такие как ракообразные (усоногие, креветки, изоподы, амфиподы), черви, иглокожие и насекомые, а также мелкие рыбы и икра рыб. В местах размножения могут потреблять растительный материал (семена, корни, клубни) и весной поедают также проростки водных растений.

## Размножение
Прилетает на места гнездования поздно, обычно в конце мая или в начале июня, парами или небольшими группами. Гнездятся на арктических карликовых пустошах или в заболоченной тундре вблизи небольших озер, ручьёв и медленно текущих рек. Предпочитает пресноводные местообитания с низкими берегами, небольшие островки, местообитания с обилием водных беспозвоночных и растений, расположенных в болотистых долинах или среди мшистых болот, особенно там, где для укрытия гнезда имеются подходящие кустарники (например, карликовые ива или береза) и травянистая растительность. Для гнездования выбирают сухие возвышенные места, чаще под защитой кустарников, нередко в зарослях кедрового стланика. В кладке от 4-х до 8-ми яиц. Яйца кремового оттенка 62—73 × 41—27 мм. Высиживает яйца самка, в течение 28—32 дней. Вылупившиеся птенцы через сутки могут плавать и кормиться на озерах самых разных типов, а также на тихих пойменных реках и протоках. По мере роста птенцов многие выводки дробятся, отдельные птенцы рано приобретают самостоятельность.